# David Copperfield (film 2009)
David Copperfield – włoski film dwuczęściowy z 2009 roku będący adaptacją utworu Karola Dickensa o tym samym tytule.

## Obsada
- Giorgio Pasotti: David Copperfield
- Maya Sansa: Agnes Wickfield
- Gianmarco Tognazzi: Uriah Heep
- Stefano Dionisi: Edward Murdstone
- Patrizio Roversi: Mr. Micawber
- Jean-Paul Muel: Mr. Dick
- Eglantine Rembauville-Nicolle: Dora Spenlow
- Jitka Sedlácková: Peggotty
- Larissa Volpentesta: Emily
- Chiara Conti: Clara Copperfield